# Son House
Son House, Eddie James House Jr., (født 21. marts 1902, Mississippi – 19. oktober 1988) var en sort bluessanger og -guitarist. House var en af de mest indflydelsesrige musikere i genren delta blues. Han indspillede sine plader på Paramount Records i 1930-tallet og senere for Alan Lomax i begyndelsen af 1940-tallet. Han trak sig herefter tilbage og blev glemt indtil han blev genopdaget i 1960'erne, hvor han genoptog sine turneer. I løbet af 1970'erne fik han både Alzheimers og Parkinsons, og i 1976 opgav han karrieren. Han døde i 1988 af cancer i strubehovedet.
I 1980 indvalgtes Son House i Blues Foundations nystartede Blues Hall of Fame.